# Алгоритм Булирша-Штёра
Алгоритм Булирша-Штёра — численный метод решения обыкновенных дифференциальных уравнений, опирающийся на экстраполяцию Ричардсона (Richardson extrapolation), на экстраполяцию рациональными функциями (rational function extrapolation) в приложениях Ричардсоновского типа и на модифицированный метод средней точки (modified midpoint method). Позволяет находить численные решения обыкновенных дифференциальных уравнений с высокой точностью при достаточно малых вычислительных усилиях. Назван в честь Роланда Булирша (Roland Bulirsch) и Йозефа Штёра (Josef Stoer).
Иногда метод называют алгоритмом Грэгга-Булирша-Штёра (Gragg-Bulirsch-Stoer (GBS) algorithm), так как важный результат относительно функции ошибки модифицированного метода средней точки принадлежит Уильяму Б. Грэггу (William B. Gragg).